# Площа Данила Галицького
Пло́ща Дани́ла Га́лицького — одна з центральних площ Львова у Галицькому районі міста. Сполучає між собою вулиці Гонти, Кривоноса, Гавришкевича та Підвальну.
Прилучаються вулиці: Друкарська, Вічева. 

## Топографія площі
Площа розміщена на північ від площі Ринок і на південь від місцевості Підзамче (через площу проходить адміністративна межа Галицького та Шевченківського районів міста). Має форму витягнутого зі сходу на захід прямокутника, який є продовженням спуску, що веде від підніжжя Замкової гори до площі Ярослава Осмомисла та долини річки Полтви.

## Історія
За часів середньовіччя на місці нинішньої площі проходив третій зовнішній пояс міських фортифікацій з белюардами (бастіонами) — Низьким та Королівським. Під ними протікав потічок, який брав свій початок на схилах Замкової гори. Поміж зовнішнім муром та валом влаштовано стрільницю, де міщани вчилися стріляти з луків та вогнепальної зброї. Тому згодом площа, яка виникла на місці валів та мурів, отримала назву Стрілецької (пол. plac Strzelecki). Однак офіційно це сталося лише після впорядкування маґістратом назв львівських вулиць та площ у 1871 році. Попередня назва площі була Гольцмаркт (нім. Holzmarkt) через те, що на ній знаходилася торговиця (ринок) дровами для опалювання міських будинків. 
26 травня 1902 року у Львові розпочався загальний страйк будівельників. 1-2 червня 1902 року на Стрілецькій площі відбулися сутички страйкуючих будівельників з військом та поліцією. Зранку того дня на площі проводився мітинг страйкарів. Після його закінчення лідер галицьких соціал-демократів Семен Вітик закликав робітників розійтися. Коли люди залишали Стрілецьку площу, через неї проходила сотня 15-го галицького піхотного полку. Один із страйкарів сказав щось образливе у бік вояків і ті його затримали. Цей інцидент обурив страйкарів, які знову зібралися на площі. Тоді на Стрілецьку площу були викликані підрозділи війська та поліції, які почали витісняти з неї учасників мітингу. Страйкарі ж почали кидати каміння у вояків та поліціантів та бити шибки у навколишніх будинках. Військо почало стріляти. Внаслідок цього загинуло п'ятеро осіб, а близько п'яти десятків учасників мітингу отримали важкі поранення. Загиблі страйкарі були поховані на Личаківському цвинтарі (поле № 62), а 1904 року на їх спільній могилі встановлено пам'ятний обеліск. На фасаді лялькового театру 1956 року було встановлено меморіальну таблицю з написом :
«На цьому майдані 2 червня 1902 року відбулася масова демонстрація страйкуючих робітників-будівельників»
У 2000-х роках пам'ятна таблиця безслідно зникла. 
У 1944 році площу перейменували на честь Данила Галицького, який вважається засновником Львова. За радянських часів на ній планували встановити пам'ятник Данилові Галицькому або Тарасові Шевченку, однак ці проекти були реалізовані в інших місцях. Не був реалізований також план встановлення на Стрілецькій площі пам'ятника Міхалу Михальському — президентові міста Львова у 1905—1907 роках. 
Під час першої Світової війни посеред площі встановили дерев'яні бараки, в яких розмістили дешеву кухню та їдальню. А на початку 1950-х років через площу провели трамвайну лінію після того, як ліквідували колії на тодішній вулиці 1-го Травня.
22 жовтня 2013 року на площі урочисто відкрили бронзовий пам'ятник герою оборони Відня, популяризатору кави в Європі — Юрієві Кульчицькому, роботи скульптора Романа Кикти. 12 липня 2017 року невідомі облили його фіолетовою фарбою.
Також при площі знаходиться ще один пам'ятник, точніше стовп у невеликому трикутному сквері, на місці якого до початку другої світової війни стояла стара кам'яниця при неіснучій нині вул. Рабина Кона, що сполучала тодішні Стрілецьку та Бенедиктинську (нині — вулиця Вічева) площі.

Пам'ятник Юрієві Кульчицькому
Стовп, на місці старої кам'яниці

## Забудова
З протилежних кінців площі Данила Галицького стоять дві величні споруди — управління пожежної охорони та лялькового театру.
Вгорі площу увінчує будинок Центральної пожежної станції з нетинькованої цегли (вул. Підвальна, 6, нині — Головне управління ДСНС України у Львівській області), який споруджений на місці літнього театру у 1899—1901 роках за проєктом Ігнатія Брунека та Юліуша Гохберґера. Споруду прикрасила скульптура святого Флоріана — покровителя пожежників, виготовлена Петром Війтовичем. У новозбудованому будинку поряд з пожежниками розмістилась також станція швидкої медичної допомоги. 

На ділянці, що знаходиться в долішній частині Стрілецької площі (пл. Данила Галицького, 1, нині — Львівський обласний театр ляльок) у 1913 році почали будувати дім Ремісничої палати, будову якого завершили вже після Першої світової війни. Будівлю оздоблена фігурами муляра та коваля, які неначе стали пам'ятниками загиблим страйкарям та президентові-ковалеві. Автор проєкту — архітектор Ян Протшке, скульптури фасаду ймовірно Яна Щепковського, дрібне скульптурне оздоблення приписується Михайлові Маковичу. На фасаді будинку є табличка, яка увічнила пам'ять про людину за чиїм проєктом споруджено будинок:
Projektował Jan Protschke 1913
За Польщі, тут також діяли Спілка виробників сирих шкір та Спілка ювелірів і годинникарів. 
Від 1926 року в приміщенні Ремісничої палати діяв кінотеатр «Штука», заснований Мареком Парізером. У 1934 році  перейменований на «Балтик», а зал кінотеатру був розрахований на 290 глядацьких місць, а керував ним Францішек Адамський. У 1937—1939 роках кінотеатр «Балтик» був у власності Владислава Баара, Броніслава Новорієра, Фриди Хазін, Зофії Вехшер, але його керівником залишився Ф. Адамський. У 1941—1944 роках кінотеатр діяв під назвою «Космос». 1946 року був перейменований на «Комсомолець» і функціонував принаймні до 23 листопада 1946 року. 15 квітня 1946 року у цьому будинку розпочав роботу Львівський обласний театр ляльок. У підвальному приміщенні будинку від 1990-х роках діяв надзвичайно популярний молодіжний музичний клуб «Лялька», спроби закрити клуб 2004 року спричинили масові протести молоді на площі перед будівлею. Будинок внесений до Реєстру пам'яток архітектури місцевого значення під № 63-м.
В будинку під № 3 була невелика синагога «Шомерет тфіла», що належала жіночій єврейській організації сіоністського спрямування «Коло єврейських жінок імені Рози Мельцер». Будинок внесений до Реєстру пам'яток архітектури місцевого значення під № 884-м.
Будинок під № 4 споруджений у 1920 році за проектом архітектора Фердинанда Касслера у стилі неокласицизму на замовлення єврейської жіночої організації «Коло єврейських жінок імені Рози Мельцерової». Згодом «Колом єврейських жінок» було створено притулок для єврейських дівчат-сиріт. Наприкінці 1940-х років тут містилася середня школа міського відділу народної освіти № 33, нині — вечірня (змінна) середня загальноосвітня школа № 28 та навчально-методичний центр освіти міста Львова.
Під № 8 у 1930-х роках, на місці колишньої вчительської семінарії, спорудили будинок Торговельного ліцею. Перед війною тут був магазин запчастин для автомобілів Фредерика Арнольда, а від повоєнних часів тут містилися технікуми харчової та смакової промисловості, нині — Львівський професійний ліцей харчових технологій. 
У житловому будинку під № 12 у 1950-х роках містився гуртожиток № 2 львівського Інституту фізкультури. Наприкінці 2000-х років на першому поверсі будинку містився магазин автозапчастин, а нині місце магазину займає офіс групи компаній «Екополіс», основним напрямком якої є розробка та реалізація проєктів будинків, торгових центрів, офісних приміщень і готелів.
Кам'яниці під № 2, 14, 15 внесені до Реєстру пам'яток архітектури місцевого значення під № 883, 886, 887 відповідно.

Скульптура Святого Флоріана на фронтоні споруди львівської пожежної команди
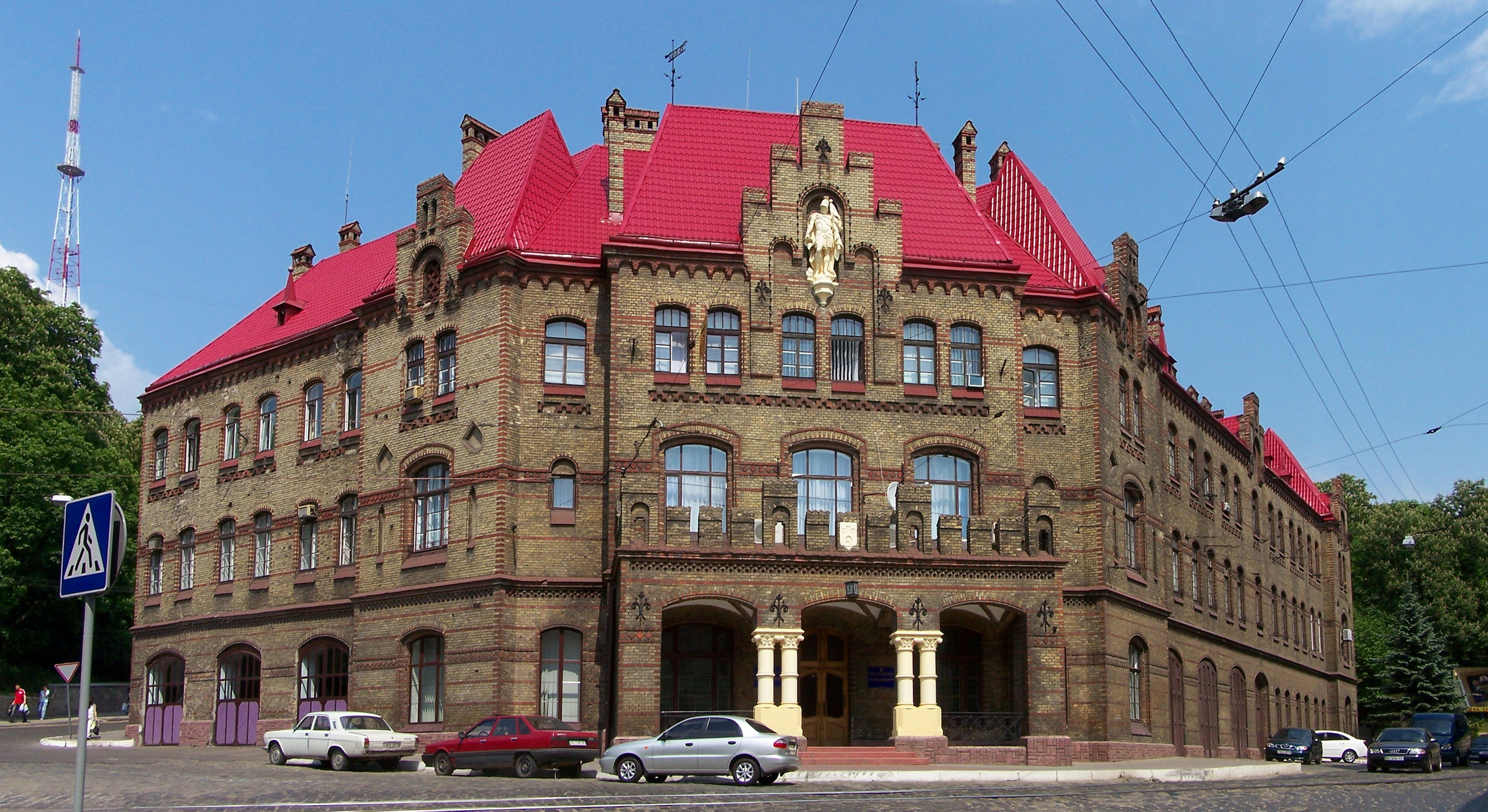
Головне управління ДСНС України у Львівській області (східна частина площі)
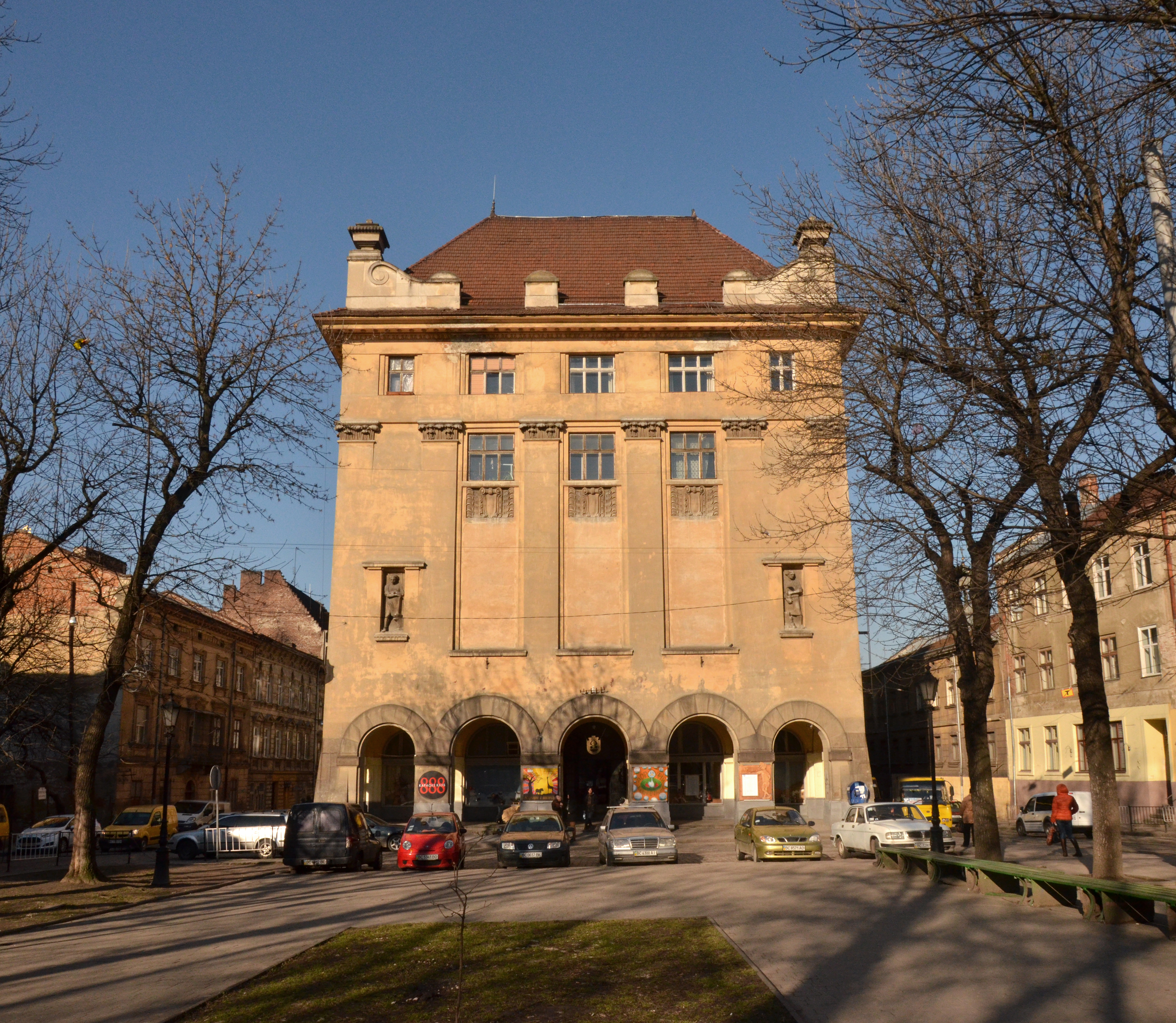
Львівський театр ляльок (будинок № 1)
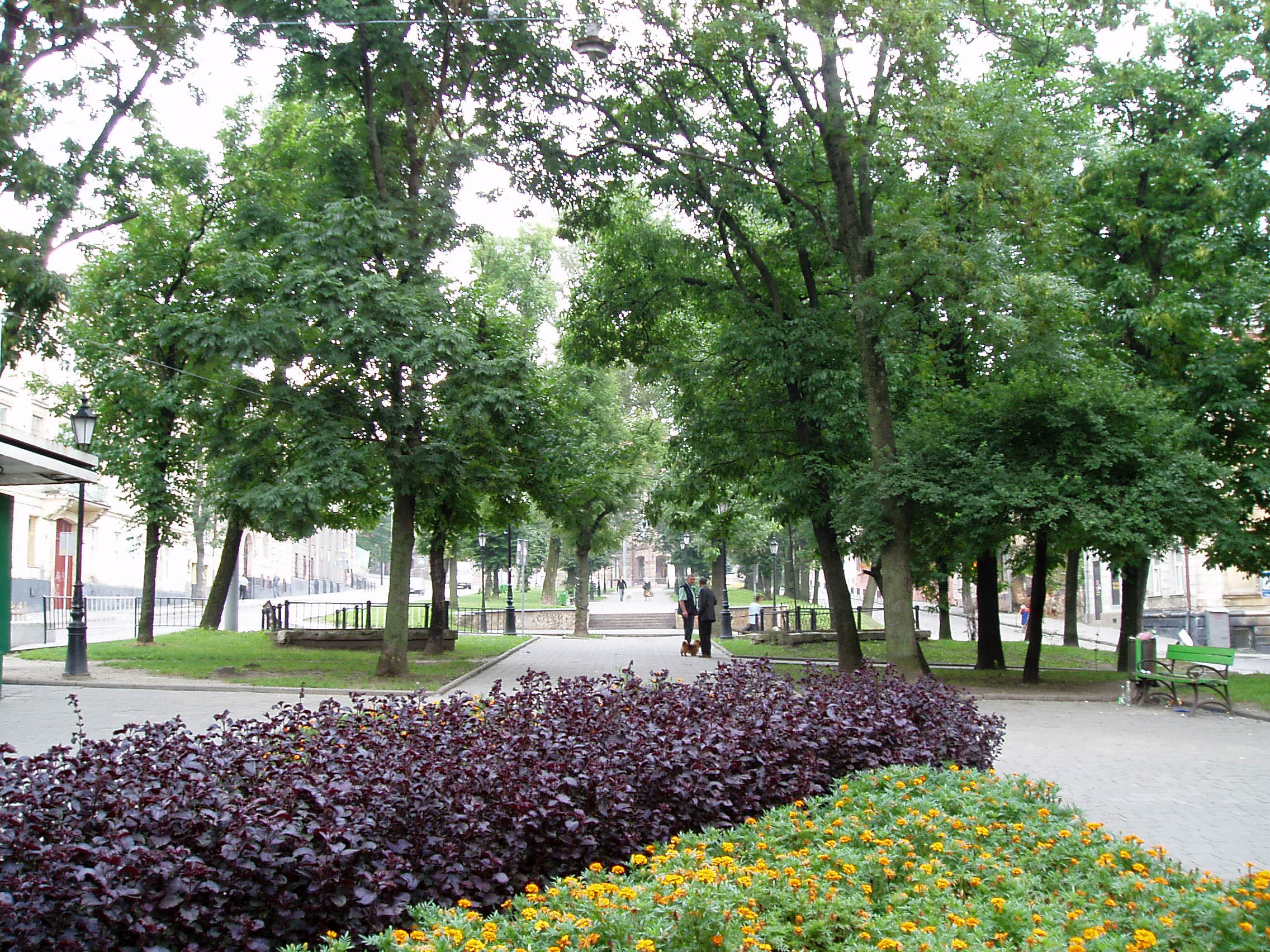
Сквер посеред площі
Пам'ятна таблиця архітектору Янові Протшке